# Shahin I Giray
Shahin Ier Giray est un Khan de Crimée ayant régné de 1623 à 1627 conjointement avec son frère Mehmed III Giray.

## Origine
Shahin Ier Giray est le frère et nureddin de Selamet Ier Giray. Après s'être révolté contre ce dernier avec son frère le qalgha Mehmed Giray, il est destitué avec son frère de sa fonction et remplacé par Janibeg Giray.

## Règne
À la mort de Selamet Ier Giray, Shahin Ier, son ex nureddin, appuyé par un parti de Circassiens, réussit à se faire nommer khan conjointement avec son frère Mehmed III Giray grâce à la protection du futur grand vizir Gümülcineli Damat Nasuh Pacha. Il est immédiatement déposé sur ordre du sultan Ahmet Ier et se réfugie à la cour du Chah Abbas.
Après le second avènement de Moustafa Ier, Mehmed III Giray est rétabli en 1623. Et son frère Shahin, le rejoint en Crimée et règne avec lui. Les deux frères sans héritiers naturels décident de choisir comme qalgha un certain Ahmed Choban Giray, fils putatif de Fetih Ier Giray. Le choix de cet héritier considéré comme un bâtard soulève l'hostilité de tous les autres princes Giray, fils de Selamet Ier Giray ou de Ghazi II Giray.
Shahin Ier et Mehmed III Giray n'hésitent pas par ailleurs à revendiquer avec fierté leur origine gengiskhanide et affectent du fait de l'antiquité de leur race de considérer les Osmanli comme des quasi parvenus ; Shahin se permet enfin de mettre à mort pour les détrousser deux ambassadeurs russes qui venaient féliciter le nouveau sultan pour son avènement. C'est à cette époque que Shahin, lors d'un raid en Bessarabie, massacre sauvagement la famille de Kantemir, le khan des Nogaïs Mansur, mais ce dernier revenu en hâte réussit à le chasser avant de devenir son ennemi le plus acharné.
Excéder par ces exactions, la Sublime Porte envoie en 1624 une expédition maritime commandée par les vizirs Hasan et Ibrahim Pasha et par Redjeb le capitan pacha pour déposer Shahin Ier Giray et rétablir l'ancien khan Janibeg. Les Ottomans sont sévèrement vaincus par les Tatars alliés aux Nogaïs et même aux cosaques dans un combat où le qalgha Ahmed Choban Giray trouve une mort glorieuse. Hasan Pasha est tué, Ibrahim Pasha meurt de ses blessures et le capitan pacha ne peut qu'obtenir la restitution de Keffe qui était occupée par les Tatars.
Shahin Ier Giray, conforté sur son trône, obtient des Ottomans le rétablissement de la forteresse d'Ocsakow, jadis édifiée par le sultan Soliman le Magnifique pour protéger le détroit de Toghangetschidi. En 1626, à la demande de la Porte, il attaque la Pologne mais subit une lourde défaite lors du passage du Dniestr. Les Turcs s'empressent de désavouer l'initiative de leur vassal. Cependant, dans les négociations de paix qui suivent, il obtient le versement d'un tribut annuel de 40 000 pièces d'or.
Shahin Ier Giray poursuit son règne dans la violence jusqu'en 1627, année où Janibeg est rétabli par la flotte du capitan Pacha Hasan appuyée par les troupes des vizirs Keenan Pacha et Hosein de Banyalouka. Leur ennemi Kantemir, khan des Nogaïs Mansur, est nommé gouverneur de Silistrie.
Shahin Ier et Mehmed III se réfugient chez les cosaques et réapparaissent l'année suivante en Crimée à la tête d'une armée  composée de Nogaïs fidèles et de cosaques ; le combat tourne à leur désavantage, et Mehmed III est tué d'une balle par ses alliés cosaques dont la tête de l'hetman est plantée sur les créneaux de Keffe par les Turcs. Shahin Ier s'enfuit en Pologne.